# Зала (река)
За́ла (венг. Zala) — река в юго-западной Венгрии, впадает в озеро Балатон.
Длина — 138 км, средний расход воды около 6 м³/с. На реке расположен город Залаэгерсег.
Река начинается в холмах близ границ с Австрией и Словенией на территории национального парка Эршег. Почти на всём протяжении течёт на восток. В среднем течении протекает через Залаэгерсег. Исток реки находится в медье Ваш, затем река течёт по территории медье Зала.
Река течёт по равнинной местности, течение реки на всём протяжении слабое. Берега низкие, местами заболоченные.
Зала впадает в юго-западную часть Балатона неподалёку от города Кестхей. В устье река дробится на большое число рукавов, образующих заболоченную территорию, заросшую тростником, известную как Киш-Балатон (Малый Балатон). Малый Балатон — охраняемый заповедник, здесь гнездится большое число птиц, включая редкие.
Одним из притоков является река Валицка.